# 斯氏美首鰈
斯氏美首鰈為輻鰭魚綱鰈形目鰈亞目鰈科的其中一種，為溫帶海水魚，分布於北太平洋區，包括日本海、韃靼海峽、白令海、千島群島南部海域，棲息深度8-1600公尺，體長可達52公分，棲息在底層水域，生活習性不明，可做為食用魚。